# Gireum-dong
Gireum-dong (koreanska: 길음동) är en stadsdel i stadsdistriktet Seongbuk-gu i Sydkoreas huvudstad Seoul. 

## Indelning
Administrativt är Gireum-dong indelat i:
| Namn    | Namn              | Yta km² | Invånare 31 dec 2020 |
| ------- | ----------------- | ------- | -------------------- |
| 길음1동 | Gireum 1(il)-dong | 0,79    | 36 568               |
| 길음2동 | Gireum 2(i)-dong  | 0,58    | 17 167               |